# Щраус
Вижте пояснителната страница за други значения на Щраус.
Щраусът (Struthio camelus), известен и като африкански щраус или камилска птица, е птица от разред Щраусоподобни (Struthioniformes). 
То е най-едрият жив вид птица, мъжкият тежи до 110 – 135 kg и има дължина на тялото около 2,40  – 2,50 m. Развива скорост до 70 km/h.

## Същност
Според археологическите проучвания щраусите съществуват от преди седем милиона години.
Щраусите са едни от малкото нелетящи птици наред с емуто и казуара (Австралия), кивито (Нова Зеландия), нандуто (Южна Америка).
Щраусите са  приспособени към живот в пустинни и полупустинни области. Важни техни  особености са дългите им силни крака с големи пръсти и остри нокти, дългите им гъвкави шии с подвижна глава, зорките им, специално защитени с подобни на клепачи перца и предпазливото им и понякога агресивно поведение.

## Разпространение
До първото десетилетие на 20 век, щраусите са били широко разпространени в много части на Африка и Югозападна Азия, но сега в дивата природа се намират само в отделни части на Източна Африка. Има значителен брой щрауси в щраусови ферми в Южна Африка, също и в Южна Австралия.
Има шест подвида на Щрауса (Struthio camelus). Арабският щраус Struthio camelus syriacus, понастоящем изчезнал, е бил многоброен в пустините на Сирия и Арабия до около 1914 г., но няма сведения за него от 1941 г. насам. Те са били безогледно преследвани и ловувани заради перата и за спорт.
Южната форма – Struthio camelus australis някога е била широко разпространена в Южна Африка, но понастоящем е ограничена до някои части от Югозападна Африка и Ангола. Този е подвидът, който първи е бил успешно опитомен заради перата си.
Северните подвидове – Struthio camelus camelus, в миналото широко разпространени, сега се намират в степните райони, южно от Сахара, от Нигерия на запад до Етиопия на изток.
Към запад в Мавритания и Рио ди Оро е позната четвъртата форма – Struthio camelus spatzi.
Петата и най-известна форма е щраусът-масаи – Struthio camelus massaicus от Южна Кения и Танзания. Сомалийския щраус Struthio camelus molybdophanes, птица от страни с повече растителност, се намира от Северна Кения до Етиопия и Сомалия.
Останки от праисторически, отпреди около 7 млн.години, щраусоподобни птици са намирани и в днешните български земи. В късно-миоценските палеонтологични находища при с. Калиманци (Санданско) и гр. Хаджидимово са намерени фосили от каратеодоров щраус (Struthio karatheodoris), който бил значително по-едър от съвременния африкански щраус.

## Живот
Щраусите живеят до 70 г. и прекарват стадния си живот в малки разпръснати стада, ядейки трева, малини, ягоди, листа и семена. Дивата птица стига полова зрялост на 4 години – във ферма на 2 до 3 години. 

## Чифтосване
Могат да се чифтосват през цялата година, но пиковият сезон е от пролетта до лятото. Преди чифтосването птиците изпълняват ритуал по ухажването. Най-често рано сутрин, няколко птици в група започват след едва доловим знак и започват да танцуват в кръг на пръсти с разтворени криле. Много скоро към танца се присъединява спонтанно цялата група.

## Размножаване
Щраусите са полигамни. Броят женски образуващи харем на един мъжкар, варира основно според броя налични женски в неговия ареал. Женската не снася яйца докато мъжкарят не направи дупка в земята. Всички женски снасят яйца в общо гнездо -  плитка яма, изкопана от мъжкия щраус докато не станат 10 – 15, след което всички птици от групата участват в мътенето им в продължение на 6 седмици. Броя на яйцата за един сезон варира от 40 до 60, като всяка женска снася, обикновено по едно през ден. По отношение на структурата и размера си яйцата се различават за отделните подвидове. Средния размер е около 15 cm дълги и 13 cm широки, с тегло около 1,4% от това на женската носачка (1,5 – 2,2 кг). Инкубационният период е около 40 дни. През нощта мъти мъжката птица, а женските през по-голямата част от деня. Голям процент от яйцата не могат да се излюпят в дивата природа, но във фермите за щрауси шансът за излюпване се повишава посредством, използване на инкубатори. 
Мъжкарят полага за пиленцата големи грижи, които дели с женските. 

## Стопанско значение
Търговията с щраусови пера датира от хиляди години. През вековете перата от щраус са означавали голямо богатство. Постепенно по-търсена стока става кожата от щраус. Щраусът е познат на човека, като животно със стопанско значение, от от времето на Вавилонската цивилизация, Древния Египет и Асирия. 
В по-ново време някои пътеписи (от  1775 г. нататък) за колониална Южна Африка се споменават фермери притежаващи, питомни щрауси, които се разхождат свободно. Щраусите са се отглеждали заради перата в Капската провинция в Република Южна Африка от 1826 г. насам. В ранните години на този век са били уловени над 700 000 щрауси и е поставено началото на щраусовата индустрия в Северна Африка, САЩ и различни европейски страни, както и в Южна Австралия. Те са станали много доходоносни и са били четвърти в експортната листа на Южна Африка, но в 1914 г. с близо 1 млн. отглеждани птици, индустрията се срива фактически за една нощ с избухването на Първата световна война.
Впоследствие подновено, отглеждането на щрауси се засилва в края на 20-ти и началото на 21-ви век. Щраусови ферми се организират в Англия, САЩ, Австралия и Континентална Европа, предимно за добив на месо и заради кожата на тези птици, имаща приложение в модната индустрия.
Няколко ферми за щрауси има и в България. Обект на стопанската им дейност са месото, яйцата и перата на щраусите. Част от продукцията се изнася в чужбина. Ястия от щраусово месо могат да се намерят в някои ресторанти, а яйцата и перата се използват основно като сувенири в туристическата индустрия. Като странична щраусовите ферми развиват и развлекателна дейност. Към фермата в с. Брестница (Сините щрауси) има и музей на щрауса. Други места, в които се отглеждат тези птици са село Скобелево (край Павел Баня), в околностите на гр. Долна Баня и село Хераково (Софийска област). 

### Пера
Перата по тялото на мъжкия щраус са черни, докато при крилата и задните части бели и черни. Женските са по-малки и имат сиво-кафяви пера. И при двата пола главата изглежда малка в сравнение с останалата част от птицата. Главата и повечето от шията са почти голи бидейки нарядко покрити с четиноподобни пера. Краката също са голи, кожата на шията и краката е сивкава или червеникава.
Историята на щраусовите пера е романтична и вълнуваща. От символ на справедливост в Древен Египет до изящните творения на модните дизайнери, щраусовите пера винаги са очаровали хората. С техните уникални характеристики и качества, човечеството с цялата си технология никога не е могло да симулира естествената приливаща красота на перата от крилата. От карнавалите в целия свят до театрите, музикалните и нощни клубове, щраусовите пера се показват в очарователната си красота. 
Уникални са и със своята мекота, устойчивост, гъвкавост и способността да генерират статично електричество, което привлича праха,  - това  прави щраусовите пера популярен материал за направа на домашни и индустриални бърсалки за прах. Само напълно готови (зрели в продължение на поне 8 месеца) пера се събират за тази цел.
Именно това е първият продукт, заради който започва отглеждането на щрауси през 1826 г. в Южна Африка. Търсенето на пера в света практически никога не е преставало и пазарът е ненаситен. Бразилците купуват пера между 6795 – 7245 килограма годишно за различни празници. В Южна Африка доходът от перата е средно 10% от печалбата, и качествените пера могат да покрият разходите за храна на закланите птици. За да имате качествени пера трябва да имате качествени птици. Най-ценени са белите пера, които са приблизително 24 централни пера от първата редица пера по крилата на мъжкия щраус. По-широките пера са по-красиви. Пера, които са широки от началото до края изглеждат много по-цялостни, завършени и по-пухкави. Пера, които са заострени в края не дават необходимия пълен блясък, желан за костюмите.

### Месо
Месото на щрауса е близко до качествата на телешкото, но е с по-ниско съдържание на мазнини и холестерол. Щраусите имат най-добрия коефициент на ефективност на фуража – 3,5:1, т.е. 350 кг храна биха дали 100 кг месо (за сравнение при рогатия добитък е 6:1). Щраусовото месо е сред най-скъпите птичи меса.

### Яйца
Най-големите яйца на съществуващ вид са щраусовите. Едно щраусово яйце се равнява на около 25 – 30 кокоши. Омлет от такова яйце съставлява порция за няколко души.
Черупката на яйцето е много твърда благодарение на дебелина около 1 – 1,5 mm. Може да се използва за направата на фигури или за рисуване върху тях.